# Oggi ti parlo così
Oggi ti parlo così è un singolo del rapper italiano Moreno, pubblicato il 12 febbraio 2015 come secondo estratto dalla riedizione del secondo album in studio Incredibile.

## Descrizione
Il brano è stato presentato da Moreno in occasione della sua partecipazione al Festival di Sanremo 2015, classificandosi quindicesimo nella serata conclusiva.

## Video musicale
Il video, diretto da Mauro Russo e girato presso Porto Cesareo, è stato pubblicato il 13 febbraio 2015 attraverso il canale YouTube del rapper.

## Tracce
Testi di Moreno Donadoni e Roberto Casalino, musiche di Massimiliano Dagani, Alessandro Erba e Marco Zangirolami.
1. Oggi ti parlo così – 3:05